# Vícekriteriální analýza variant
Jako vícekriteriální analýza variant či též vícekriteriální hodnocení variant, zkráceně VAV nebo VHV, se označuje subdisciplína vícekriteriálního rozhodování, kdy je množina posuzovaných variant popsána explicitně konkrétním výčtem všech prvků. Vedle vícekriteriálního programování tak jde o jednu ze dvou základních částí vícekriteriálního rozhodování. Jedná se o postupy podporující komplikovaná rozhodnutí, při kterých je potřeba posoudit varianty z více hledisek. Jednotlivá hlediska jsou vyjadřována ve formě kritérií. Obvyklým cílem vícekriteriálního rozhodování je vybrat jednu z množiny posuzovaných variant, případně seřadit varianty podle výhodnosti dle daných preferencí.

## Pojmy
Jedním ze základních pojmů vícekriteriální analýzy variant jsou informace. Ty můžeme dělit na:
- nominální informace (poskytuje určitou informaci o objektu, např. auto stojí 300 000 Kč),
- ordinální informace (poskytne informaci o pořadí objektů, např. auto A je dražší než auto B nebo výkon motoru je důležitější než barva auta),
- kardinální informace (kvantifikuje rozdíl mezi objekty, např. auto A je dvakrát dražší než auto B).

Dalším pojmem jsou kritéria, to jsou hlediska použitá pro hodnocení. Podle jejich kvantifikovatelnosti je lze rozdělit na:
- kvantitativní (tedy vyjádřená číselnou hodnotou)
- a kvalitativní (vyjádřená slovně, například barva auta, popis pracovního prostředí, v  tomto případě je nutno kvalitativní hodnocení kvantifikovat do zvolené škály hodnot).

Kritéria lze dále rozdělit podle jejich povahy na:
- maximalizační (vyšší hodnota je pro nás lepší, například výkon motoru)
- a minimalizační (nižší hodnota je lepší, například spotřeba paliva).

Před hodnocením je potřeba kritéria převést na jeden typ. Obvykle se používá maximalizační. V dalším textu se bude předpokládat, že všechna kritéria jsou použita jako maximalizační.
Pro vícekriteriální analýzu variant se pokoušíme vyjádřit důležitost jednotlivých kritérií vůči ostatním kritériím. Kvantifikace preferencí kritérií se nazývá váha kritérií. V případě, že máme k dispozici kardinální informace o kritériích, můžeme stanovit váhy kritérií relativně jednoduše. V případě, že máme jen ordinální informace, použijeme některou z metod stanovení vah kritérií.
Pro hodnocení variant jsou definovány pojmy popisující vztahy mez variantami nebo konkrétní variantu.
- Ideální varianta je obvykle taková varianta, která neexistuje. Je to varianta, která by měla všechny kritéria na maximální hodnotě. Pokud existuje, je vybrána bez dalšího posuzování.
- Bazální varianta je opakem ideální varianty. Ve všech kritériích má minimální hodnoty z celého soboru posuzovaných variant.
- Optimální varianta

Podle dominance varianty rozeznáváme:
- dominující
- a dominované.

Dominovaná varianta je ta, která je ve všech kritériích rovna nebo horší než varianta dominující.

## Pomocné postupy

### Sjednocení povahy kritérií
Převod minimalizačního kritéria na maximalizační je možno udělat například tak, že zvolíme nejvyšší hodnotu jako základ a ostatní hodnoty od ní odečteme. Příklad převodu minimalizačního kritéria na maximalizační na spotřebě auta:
| Automobil | Spotřeba v litrech na 100 km | Převod        | Převedeno |
| A         | 7                            | ‎ 10 − 7 = 3   | 3 ‎        |
| B         | 8                            | ‎ 10 − 8 = 2 ‎  | 2         |
| C         | 10                           | ‎ 10 − 10 = 0 ‎ | 0         |

Tak je dosaženo toho, že spotřeba je převedena na maximalizační kritérium.

### Stanovení vah kritérií
Pro stanovení vah kritérií se používají metoda pořadí, metoda bodování a různé metody párového porovnání.
Metoda pořadí: Stanovíme pořadí kritérií a tím přidělíme kritériím body. Součet bodů nám dá hodnotu, kterou použijeme jako jmenovatel. Pro čtyři kritéria máme pořadí 1; 2; 3 a 4. Tedy 4 body, 3 body, 2 body a 1 bod, celkem 10 bodů. První kritérium má potom váhu 4/10, druhé 3/10, třetí 2/10 a poslední 1/10 (ve zlomcích ⅖; 3/10; ⅕ a 1/10).
U tří kritérií to bude celkem 3 – tedy 3/6; 2/6; 1/6. (Na základě ordinální informace.)
Metoda bodování: Zvolíme škálu, rozdáme body jednotlivým kritériím. Jedná se o metody založené na kardinálních informacích.

#### Metody párového porovnání
Existuje více metod párového porovnání. Některé z nich připouštějí při porovnávání v páru i rovnost, jiné vyžadují vždy stanovit v každém páru pořadí. Příkladem metody vyžadující stanovit pořadí vždy je Fullerova metoda.
Některé z metod párového porovnání mohou využívat i kardinální typ informací. Příkladem této metody je Saatyho párové porovnání. Kritéria dáváme do matice. Stanovujeme naši preferenci v řádku oproti sloupci. Dáváme body preference jen liché hodnoty. V pěti stupních je to 1, 3, 5, 7, 9. 1 – kritéria jsou si rovna, 3 – slabá preference, 5 – silná preference, 7 – velmi silná preference a 9 – absolutní preference. Na diagonále tam budou samé jedničky. Pod diagonálou jsou převrácené hodnoty. Spočteme jejich geometrické průměry, tedy n-tá odmocnina ze součinu celé řady. Tím dostaneme Bi pro každé kritérium. Uděláme jejich součet a spočítáme váhy podobně jako při výpočtu vah z pořadí. Jde vlastně o normalizaci, aby se suma normalizovaných hodnot rovnala 1. Případně je přesnější, ale mírně zdlouhavější, cesta spočítání vlastních vektorů (eigenvector) matice namísto průměru hodnot, pokračuje se stejně. Vlastní vektory lze nechat spočítat online software, např. Wolfram Alpha.
Index konzistence: jestliže A > B a B > C, potom očekáváme, že A > C – tedy platí pravidlo tranzitivity preferencí. Hodnota indexu konzistence by se měla pohybovat do 0,1. Čím menší, tím spíše platí pravidlo tranzitivity. Spočítá se z největší vlastní hodnoty matice (λmax) a počtu řádků resp. sloupců matice (n), a to jejich vztahem: (λmax-n)/(n-1)

## Metody pro výběr variant
Pro vlastní výběr variant existuje více metod, které je možné i kombinovat.

### Aspirační úrovně
Aspirační úrovní se rozumí taková hodnota kritéria, pod kterou už jsou hodnoty pro výběr nepřijatelné. Například stanovíme, že minimální požadovaný výkon motoru bude 50 kW, pro spotřebu bude 12 l/100 km a podobně. Tato metoda pomáhá rychle eliminovat při výběru z množství variant. Znalost aspirační úrovně dále využívají metoda PRIAM a konjunktivní a disjunktivní metoda.

### Výběr dominantních variant
Tuto metodu lze použít pro eliminaci dominovaných variant i v případě, že není stanovena váha kritérií. Z definice vyplývá, že dominovaná varianta je ta, která je ve všech kritériích rovna nebo horší než varianta dominující.
Polygonální zobrazení kritérií je grafická cesta výběru dominujících variant. Lze ji realizovat snadno v tabulkovém procesoru, jako je například Excel. Před výběrem je nutno porovnávané hodnoty škálovat. Škálováním se rozumí taková volba hodnot jednotek na jednotlivých osách, aby vznikly graficky porovnatelné obrazce. Vizuálně lze relativně snadněji odlišit varianty, které jsou dominované. Polygonální zobrazení vytvoří n-úhelníky, které reprezentují jednotlivé varianty. N je počet kritérií. Dominované varianty jsou grafickou podmnožinou dominujících variant – tedy jejich grafy jsou na hranici, nebo uvnitř dominujících variant.

### Metody založené na ordinálních informacích
Pokud máme k dispozici jen ordinální informace o variantách v rámci kritérií, lze použít metodu pořadí, lexikografickou metodu a metodu ORESTE.

### Metody založené na kardinálních informacích
Tyto metody jsou založeny na výpočtech maximalizace užitku nebo nejmenší vzdálenosti od ideální varianty (příp. nejvzdálenější varianty od bazální varianty).
Mezi metody založené na výpočtu maximalizace užitku patří metoda WSA (původem v anglickém weighted sum product), metoda AHP, bodovací metoda nebo metoda bazické varianty.
Mezi metody založené na výpočtu nejmenší vzdálenosti od ideální varianty nebo naopak nejvzdálenější varianty od bazální varianty patří metody TOPSIS, ELECTRE, PROMETHEE nebo metoda postupné substituce.